# Angelika Bahmann
Angelika Bahmann (ur. 1 kwietnia 1952 w Plauen) – niemiecka kajakarka górska. Złota medalistka olimpijska z Monachium.

## Życiorys
Reprezentowała Niemiecką Republiką Demokratyczną. Zawody w 1972 były jej jedynymi igrzyskami olimpijskimi (dyscyplina w  tym roku debiutowała w programie igrzysk i ponownie pojawiła się dopiero 20 lat później). Medal zdobyła w kajakowej jedynce. Na mistrzostwach świata zdobyła trzy złote medale, zwyciężając indywidualnie w 1971 i 1977 i w drużynie w 1971, srebro w drużynie w 1971 i 1977 oraz brąz indywidualnie w 1975.
Jej syn Christian również był kajakarzem górskim i olimpijczykiem.